# Часовникова кула (Пловдив)
Часовниковата кула в Пловдив се намира на едно от пловдивските тепета Данов хълм. Съоръжението е сред най-старите в цяла Европа и е паметник от периода на османското владичество. Тя е служила за модел при изграждането на часовниковите кули в Трявна, Карлово и Карнобат.
През 1927 г. кулата е обявена за народна старина, а през 1995 г. – за архитектурно-строителен паметник на културата.

## История
Първата часовникова кула под формата на дървена конструкция с часовников механизъм е вдигната на хълма още в периода 1578–1611 г. Часовниковият механизъм бил изработен от италианския конструктор Антонио Барбаджелата. Времето се отмервало не с циферблат, а с камбанен звън, който огласял града всеки ден по обяд. В дневника си пътешественикът Льо Февър, който минава през Пловдив през 1618 г. е записал че на едно от тепетата има часовник, който отмерва часовете по „френски“.
В началото на XIX в. дървената конструкция на кулата била напълно унищожена от пожар. През 1809 г. започва строителство на кулата от камък. В сегашния си вид тя е завършена през 1812 г. и е висока 17,5 м. Името на майстора не е известно, но като модел са били използвани морските фарове.
В първия модерен градоустройствен план, изготвен от Йосиф Шнитер, тепето Данов хълм е наименован Часовия хълм. През 1883 г. в нея е поставен нов голям часовник, изработен във Виена. През 1909 г. каменният градеж е ремонтиран от бригада брациоговски майстори.
През 40-те години на ХХ в. часовникът спира да работи. Той е демонтиран и предаден на Етнографския музей в града, а след това загубен. След това е възложено на карнобатски майстор майстор Димитър Тодоров да направи копие на часовника по запазените от 1882 г. чертежи. Новият механизъм изисква ръчно навиване един или два пъти седмично, като за целта е нужна огромна физическа сила – тежестите на часовника са над 100 кг.
В първите години на XXI в. сградата на часовниковата кула е разбита, но през 2004 г. механизмът е ремонтиран от майстора Георги Долчинков.

## Характеристики
- Часовникът е без циферблат.
- В 12 и 24 часа бие по 24 пъти.
- Две минути след всеки кръгъл час камбаната бие веднъж.